# 五申镇
五申镇，是中华人民共和国内蒙古自治区呼和浩特市托克托县下辖的一个乡镇级行政单位。

## 行政区划
五申镇下辖以下地区：
镇社区、镇村、伞盖村、大井壕村、官士窑村、崞县营村、团结村、左家营村、两间房村、乃只盖村、一间房村、三间房村、黑兰土力亥村、祝乐泌村、补还岱村、老官营村、伍把什村、鸡咀营村、帐房坪村、黑兰圪力更村、刺尾沟村、什老二新营子村、乃同营村和万全店村。